# Émeringes
Émeringes é uma comuna francesa na região administrativa de Auvérnia-Ródano-Alpes, no departamento de Ródano. Estende-se por uma área de 3,01 km². Em 2010 a comuna tinha 275 habitantes (densidade: 91,4 hab./km²).